# Valeri Dribas
Valeri Dribas es un deportista soviético que compitió en piragüismo en la modalidad de aguas tranquilas.
Ganó dos medallas en el Campeonato Mundial de Piragüismo, en los años 1966 y 1970, y cuatro medallas en el Campeonato Europeo de Piragüismo entre los años 1965 y 1969.

## Palmarés internacional
| Campeonato Mundial | Campeonato Mundial     | Campeonato Mundial | Campeonato Mundial |
| Año                | Lugar                  | Medalla            | Competición        |
| ------------------ | ---------------------- | ------------------ | ------------------ |
| 1966               | Berlín Oriental (RDA)  | Medalla de plata   | C2 10 000 m        |
| 1970               | Copenhague (Dinamarca) | Medalla de plata   | C2 10 000 m        |
| Campeonato Europeo |                        |                    |                    |
| Año                | Lugar                  | Medalla            | Competición        |
| 1965               | Bucarest (Rumania)     | Medalla de oro     | C2 10 000 m        |
| 1967               | Duisburgo (RFA)        | Medalla de bronce  | C2 1000 m          |
| 1967               | Duisburgo (RFA)        | Medalla de plata   | C2 10 000 m        |
| 1969               | Moscú (URSS)           | Medalla de bronce  | C2 1000 m          |